# 1000 guinées irlandaises
Groupe 1
Les 1 000 guinées irlandaises (ou Irish 1000 Guineas) est une course hippique de plat se déroulant au mois de mai sur l'hippodrome du Curragh, en Irlande.
C'est une course de Groupe I réservée aux pouliches de trois ans. La première édition remonte à 1922, et c'est l'équivalent irlandais des 1000 guinées Stakes anglais et de la Poule d'Essai des Pouliches en France. En 2004, Attraction est la première pouliche à réussir le doublé des 1 000 guinées anglaises et irlandaises. Elle est imitée en 2007 par Finsceal Beo et en 2017 par Winter.
La course se déroule sur 1 600 mètres et son allocation s'élève à 300 000 €.

## Palmarès depuis 1987
| Année | Vainqueur         | Pays        | Père              | Jockey             | Entraîneur         | Propriétaire                | Temps   |
| ----- | ----------------- | ----------- | ----------------- | ------------------ | ------------------ | --------------------------- | ------- |
| 2025  | Lake Victoria     | Irlande     | Frankel           | Ryan Moore         | Aidan O'Brien      | Coolmore                    | 1'36"38 |
| 2024  | Fallen Angel      | Royaume-Uni | Too Darn Hot      | Daniel Tudhope     | Karl Burke         | Clipper Logistics           | 1'40"84 |
| 2023  | Tahiyra           | Irlande     | Siyouni           | Chris Hayes        | Dermot Weld        | S.A. Aga Khan               | 1'39"89 |
| 2022  | Homeless Songs    | Irlande     | Frankel           | Chris Hayes        | Dermot Weld        | Moyglare Stud Farm          | 1'38"81 |
| 2021  | Empress Josephine | Irlande     | Galileo           | James A. Heffernan | Aidan O'Brien      | Coolmore                    | 1'47"92 |
| 2020  | Peaceful          | Irlande     | Galileo           | James A. Heffernan | Aidan O'Brien      | Coolmore                    | 1'38"19 |
| 2019  | Hermosa           | Irlande     | Galileo           | Ryan Moore         | Aidan O'Brien      | Coolmore                    | 1'35"07 |
| 2018  | Alpha Centauri    | Irlande     | Mastercraftsman   | Colm O'Donoghue    | Jessica Harrington | Famille Niarchos            | 1'38"71 |
| 2017  | Winter            | Irlande     | Galileo           | Ryan Moore         | Aidan O'Brien      | Coolmore                    | 1'39"78 |
| 2016  | Jet Setting       | Irlande     | Fast Company      | Shane Foley        | Adrian Keatley     | Equinegrowthpartners Synd.  | 1'42"46 |
| 2015  | Pleascach         | Irlande     | Teofilo           | Kevin Manning      | Jim Bolger         | Jackie Bolger               | 1'39"17 |
| 2014  | Marvellous        | Irlande     | Galileo           | Ryan Moore         | Aidan O'Brien      | Coolmore                    | 1'45"52 |
| 2013  | Just The Judge    | Royaume-Uni | Lawman            | Jamie Spencer      | Charles Hills      | Qatar Racing Ltd & Sangster | 1'39"37 |
| 2012  | Samitar           | Royaume-Uni | Rock of Gibraltar | Martin Harley      | Mick Channon       | Martin Schwartz             | 1'38"55 |
| 2011  | Misty For Me      | Irlande     | Galileo           | James A. Heffernan | Aidan O'Brien      | Coolmore                    | 1'35"90 |
| 2010  | Bethrah           | Irlande     | Marju             | Pat Smullen        | Dermot Weld        | Hamdan Al Maktoum           | 1'37"49 |
| 2009  | Again             | Irlande     | Danehill Dancer   | Johnny Murtagh     | David Wachman      | Coolmore                    | 1'46"34 |
| 2008  | Halfway to Heaven | Irlande     | Pivotal           | James A. Heffernan | Aidan O'Brien      | Coolmore                    | 1'40"80 |
| 2007  | Finsceal Beo      | Irlande     | Mr Greeley        | Kevin Manning      | Jim Bolger         | Michael Ryan                | 1'39"30 |
| 2006  | Nightime          | Irlande     | Galileo           | Pat Smullen        | Dermot Weld        | Marguerite Weld             | 1'48"30 |
| 2005  | Saoire            | Irlande     | Pivotal           | Michael Kinane     | Frances Crowley    | Joseph Joyce                | 1'41"50 |
| 2004  | Attraction        | Royaume-Uni | Efisio            | Kevin Darley       | Mark Johnston      | Duke of Roxburghe           | 1'37"60 |
| 2003  | Yesterday         | Irlande     | Sadler's Wells    | Michael Kinane     | Aidan O'Brien      | Coolmore                    | 1'40"80 |
| 2002  | Gossamer          | Royaume-Uni | Sadler's Wells    | Jamie Spencer      | Luca Cumani        | Gerald W. Leigh             | 1'45"50 |
| 2001  | Imagine           | Irlande     | Sadler's Wells    | Michael Kinane     | Aidan O'Brien      | Coolmore                    | 1'41"10 |
| 2000  | Crimplene         | Royaume-Uni | Lion Cavern       | Philip P. Robinson | Clive Brittain     | Marwan Al Maktoum           | 1'39"80 |
| 1999  | Hula Angel        | Royaume-Uni | Woodman           | Michael Hills      | Barry Hills        | Jim Fleming                 | 1'39"10 |
| 1998  | Tarascon          | Royaume-Uni | Tirol             | Jamie Spencer      | Tommy Stack        | Jane Rowlinson              | 1'38"40 |
| 1997  | Classic Park      | Irlande     | Robellino         | Stephen Craine     | Aidan O'Brien      | Mrs Seamus Burns            | 1'42"20 |
| 1996  | Matiya            | Royaume-Uni | Alzao             | Willie Carson      | Ben Hanbury        | Hamdan Al Maktoum           | 1'39"80 |
| 1995  | Ridgewood Pearl   | Irlande     | Indian Ridge      | Christy Roche      | John Oxx           | Anne Coughlan               | 1'43"90 |
| 1994  | Mehthaaf          | Royaume-Uni | Nureyev           | Willie Carson      | John Dunlop        | Hamdan Al Maktoum           | 1'49"00 |
| 1993  | Nicer             | Royaume-Uni | Pennine Walk      | Michael Hills      | Barry Hills        | Mrs J. M. Corbett           | 1'44"20 |
| 1992  | Marling           | Royaume-Uni | Lomond            | Walter Swinburn    | Geoff Wragg        | Sir Edmund Loder            | 1'41"50 |
| 1991  | Kooyonga          | Royaume-Uni | Persian Bold      | Warren O'Connor    | Michael Kauntze    | Mitsuo Haga                 | 1'37"20 |
| 1990  | In the Groove     | Royaume-Uni | Night Shift       | Steve Cauthen      | David Elsworth     | Brian Cooper                | 1'41"30 |
| 1989  | Ensconse          | Royaume-Uni | Lyphard           | Ray Cochrane       | Luca Cumani        | Cheikh Mohammed             | 1'38"50 |
| 1988  | Trusted Partner   | Irlande     | Affirmed          | Michael Kinane     | Dermot Weld        | Moyglare Stud Farm          | 1'39"90 |
| 1987  | Forest Flower     | Royaume-Uni | Green Forest      | Tony Ives          | Ian Balding        | Paul Mellon                 | 1'43"90 |
| 1986  | Sonic Lady        | Royaume-Uni | Nureyev           | Walter Swinburn    | Michael Stoute     | Cheikh Mohammed             | 1'44"90 |